# Вибірка у контент аналітичному дослідженні
Контент аналіз, як якісно-кількісний метод вивчення документів, має справу з масовими сукупностями текстів, використовуючи при цьому типові соціологічні процедури суцільного чи вибіркового обстеження, з дотриманням вимог репрезентативності. Різні дослідники наводили багато своїх методик контент-аналізу, але в усіх цих методиках зберігається у загальному вигляді процедури контент-аналізу, і побудова вибірки є важливим її елементом. Контент аналізу, як методу дослідження, характерні валідність, репрезентативність та відтворюваність. Валідність досягається за рахунок розуміння цілей дослідження, ретельного формування вибірки дослідження. Обрані для аналізу тексти повинні достатньо повно репрезентувати всю сукупність. Для досягнення високої валідності велике значення має правильний відбір одиниць дослідження. Вони повинні бути обрані так, щоб у результаті квантифікаційних процедур висновки являли собою повний зріз змісту на дану тему.  
Метою побудови вибірки є виділення підмножини даних з генеральної сукупності або формування вибірки, що буде репрезентувати генеральну сукупність. Ідеальна вибірка має бути не громіздкої, проте адекватно репрезентувати генеральну сукупність. Вибірка може складатися з документів (файли, вебсторінки), персон (інтерв’ю), ситуацій (польові нотатки) тощо.
Побудова вибірки для контент аналітичного дослідження є подібною до процедури побудови вибірки для опитувань, проте існують певні відмінності враховуючи специфіку даних. Вибірка може бути репрезентативною чи типологічною. Репрезентативна вибірка претендує на те, щоб представляти усю сукупність, що досліджується, типологічна вказує, що для сукупності характерні певні риси, але не вичерпує усіх характеристик тих документів, що вивчаються.
У тих випадках, коли одиниці відбору є однаково інформативні відповідно до завдань дослідження, можливе використання методів, що використовуються у формуванні вибірки для опитувань.  Такі техніки формування вибірки називаються ймовірнісними, адже всі одиниці генеральної сукупності мають рівні шанси потрапити до вибірки.

## Об’єм вибірки
Репрезентативність вибірки залежить від її об’єму. Ефективний об’єм вибірки досягається у точці, де збільшення числа спостережуваних одиниць не дозволить істотно підвищити репрезентативність результатів вибірки, а зменшення об’єму зашкодить валідності даних. Ефективний об’єм вибірки дозволить зменшити кількість затрат на аналіз великої сукупності документів та зменшити похибку вибірки для збереження валідності висновків. Визначити об’єм вибірки та перевірити ефективність такого об’єму може бути складно, особливо для таких нескінчених сукупностей, як Інтернет-джерела. Це викликано тим, що дослідник не може сповна оцінити об’єм генеральної сукупності для визначення об’єму вибірки.

## Коли необхідно формувати вибірку
- Коли є дані за довгий період часу
- Коли наявна велика кількість даних
- Коли дослідника цікавить певний аспект
- Коли необхідні дані з різних джерел

## Коли будувати вибірку не потрібно
- Коли кількість інформації є обмеженою
- Коли для аналізу необхідні всі одиниці
- Коли є значна внутрішня відмінність
- Дані є унікальними або мають особливі характеристики
- Коли буде виконуватися якісний аналіз

## Етапи побудови вибірки
1. Обрання джерел інформації – залежно від цілей дослідження обираються певні джерела інформації.
2. Чітке визначення часових меж аналізу документів, що дозволить обмежити кількість джерел документів певними часовими межами.
3. Визначення методу відбору та об’єм вибірки.

Необхідно чітко обґрунтувати відбір джерел відповідно до вимог дослідження. Відбір джерел має бути системним, необхідно обрати чіткі критерії відбору. Для забезпечення високої якості дослідження при формуванні вибірки необхідно користуватися науковими методиками. Відбір документів тільки за власним бажанням дослідника знижує достовірність і вносить зайвий елемент суб'єктивізму.

## Типи вибірок

### Випадкова вибірка
Випадкова вибірка вважається репрезентативною, адже кожен елемент генеральної сукупності має однакову ймовірність потрапити до вибірки. Для формування випадкової вибірки дослідник має пронумерувати одиниці відбору. Використовуючи методи рандомізації відбувається відбір одиниць аналізу.

### Систематичний відбір
Для систематичного відбору дослідник обирає одиниці аналізу з певним кроком випадково обираючи початковий елемент відбору. У контент аналізі систематичний відбір використовується для аналізу документів, що регулярно випускаються (газети, серіали) або інші повторювані або тривалі події. Розмір кроку є сталим , тому він може сприяти зміщенню вибірки, коли крок корелює з певними циклічними закономірностями документів. Наприклад, якщо дослідник, вивчаючи випуски газети, обирає крок 7, то вибірка буде завантажена випусками певного одного дня тижня та не включати інші дні. 

### Стратифікована вибірка
Стратифікована вибірка виділяє різні субпопуляції (страти). Кожна одиниця відбору належить лише до однієї страти. Дослідник відбирає одиниці аналізу з кожної страти за допомогою випадкового або системного відбору. Таким чином стратифікована вибірка репрезентує кожну страту однаково або пропорційно до розміру страти або іншої її характеристики. Газети можуть бути стратифіковані за географічною ознакою, за розміром читацької аудиторії тощо.
До видів стратифікованої вибірки належить сконструйований тиждень (constructed week ) та послідовний день (consecutive day). Сконструйований тиждень та послідовний день – методи побудови вибірки характерні для дослідження мас-медіа.  
Метод  сконструйованого тижня дозволяє врахувати циклічність таких джерел інформації як новини, газети тощо. Вибірка сконструйованого тижня  —  це тип стратифікованої випадкової вибірки (SRS), фінальна вибірка якої репрезентує всі 7 днів тижня. Так, на приклад, для сконструйованого тижня для одного місяця відбирається один понеділок з чотирьох, один вівторок з чотирьох і так далі допоки всі дні тижня не будуть репрезентовані.  
Ціль вибірки сконструйованого тижня —  створити максимально ефективну вибірку контролюючи циклічність документів. Занадто мало одиниць вибірки може призвести до того, що результати будуть невалідними, а оцінки ненадійними, в той час як завелика вибірка може призвести до даремної трати ресурсів. Ряд досліджень присвячені визначенню найбільш ефективної вибірки сконструйованого тижня для генеральних сукупностей різних об’ємів та різних медіа.

### Квотна вибірка
З допомогою квотної вибірки ми беремо від кожної досліджуваної сукупності частку документів відповідно до розміру тієї сукупності (наприклад, тиражу газет) та її ролі у досліджуваній проблемі. Квотою може бути відбір певної кількості текстів пропорційно до певних характеристик. Цей тип вибірки вимагає певних даних, які дослідник не завжди має. 

### Кластерна вибірка
Кластерна вибірка є методом відбору, коли дослідник не може порахувати усі одиниці аналізу, проте є списки більших груп таких одиниць, кластерів. Відбувається випадковий, систематичний або стратифікаційний відбір кластерів та до вибірки входять усі одиниці аналізу, що містяться в певному кластері. Кластерна вибірка використовується тоді, коли одиниці відбору та одиниці кодування є відмінними. Кластери є однотипним групами, всередині яких містяться різнорідні одиниці спостереження.

### Метод снігової кулі
Метод снігової кулі є багатоступеневим методом формування вибірки. Дослідник починає з певної кількості одиниць відбору і, неодноразово застосовуючи певний набір критеріїв до них, доповнює вибірку новими одиницями аналізу допоки вибірка не досягне своїх природних меж. Прикладом такої вибірки може бути збір літератури на певну тему. Дослідник може почати з останніх публікацій і за допомогою посилань дійти до перших публікацій на задану тему. В основі вибірки методом снігової кулі лежить ідея інтертекстуальності. Під інтертекстуальністю мається на увазі те, що блоки текстів є пов'язаними і вони формують реальні або віртуальні мережі у своїх природних межах.
Ще один тип вибірки, який широко застосовується дослідниками, але не дає надійних гарантій точності, це — вибірка з допомогою експертного опитування. 

### Цілеспрямований відбір
При цілеспрямованому відборі дослідник обирає всі текстові одиниці, що можуть дати відповідь на дослідницькі питання. Такий відбір не є випадковим. Така вибірка не репрезентує генеральну сукупність і представляє сукупність релевантних текстів, виключаючи тексти, що не містять необхідної інформації. Також прикладом цілеспрямованого відбору буде відбір статей з основних медіа, ігноруючи менш важливі. Такий відбір може бути валідним, якщо наявно достатньо підстав для застосування критеріїв (тобто для того, щоб вважати, що одне джерело є важливішим за інше).

### Суцільний відбір
При суцільному відборі обираються всі одиниці без винятку. Дослідження творів певного письменника є прикладом суцільного відбору.  Такий відбір забезпечує найвищу репрезентативність, проте в деяких випадках використання суцільного відбору неможливе. Зокрема тоді, коли треба проаналізувати таку велику кількість матеріалів, як випуски новин за тривалий період часу.

### Конвенційна вибірка
Конвенційна вибірка базується на тих джерелах, які є доступні досліднику, не включаючи інші тексти, які стосуються досліджуваної генеральної сукупності. Дослідник не намагається знайти всі тексти з досліджуваної генеральної сукупності виходячи з наявних джерел. 

## Вибірка у якісному контент аналітичному дослідженні
Якісний контент аналіз покладається більшою мірою на бачення та інтерпретацію документів дослідником, що стало причиною того, що у якісному контент аналізі зазвичай використовуються невеликі вибірки, які критикуються деякими дослідниками як ненаукові та ненадійні. Вибірка в якісному контент аналізі не обов'язково має задовільняти статистичні вимоги кількісного аналізу. Проте, вибірка для глибинного якісного контент аналізу не повинна формуватися лише за примхою дослідника, проте і випадкова вибірка може не дати якісних даних для глибинного вивчення певного феномену. Майлз и Губерман  стверджують, що вибірка для якісних досліджень має формуватися у відповідності до концептуальних питань в незалежності від питання репрезентативності. 
Для досягнення якісних результатів пропонується використовувати такі три техніки формування вибірки:
1. Відбір типових випадків.
2. Відбір ненадійних/негативних випадків.
3. Відбір крайніх випадків.[7]